# 보더랜드 (비디오 게임 시리즈)
《보더랜드》(영어: Borderlands)는 기어박스 소프트웨어가 개발하고 2K 게임스가 배급한 스페이스 웨스턴 액션 롤플레잉 1인칭 슈팅 비디오 게임 시리즈이다.

## 메인 시리즈
| 2009 | 보더랜드                 |
| 2010 |                          |
| 2011 |                          |
| 2012 | 보더랜드 2               |
| 2012 | 보더랜드 레전드          |
| 2013 |                          |
| 2014 | 보더랜드: 더 프리 시퀄   |
| 2014 | 테일즈 프롬 더 보더랜드  |
| 2015 | 보더랜드: 더 핸섬 컬렉션 |
| 2016 |                          |
| 2017 |                          |
| 2018 |                          |
| 2019 | 보더랜드 3               |